# Božo Broketa
Božo Broketa (Dubrovnik, 24 december 1922 – aldaar, 26 juli 1985) was een Joegoslavisch voetballer.
Broketa was een Kroaat en speelde het grootste deel van zijn loopbaan als speler voor Hajduk Split. De verdediger verwierf faam door in 1951 de aartsrivaal Dinamo Zagreb een gelukstelegram te sturen nadat ze het landskampioenschap behaalden door het Servische Rode Ster Belgrado te verslaan.
Na tien jaar gespeeld te hebben voor Hajduk Split verhuisde hij naar Nederland. Hij kwam één seizoen uit voor SV Limburgia in de Eerste divisie. Daarna speelde hij een seizoen voor AFC Ajax in de pas opgerichte Eredivisie. Hierin was hij de eerste buitenlandse Ajacied met een profcontract. Na vier maanden in Amsterdam waarin hij vier wedstrijden speelde, keerde Broketa terug naar zijn geboortestad waar hij nog enige jaren speelde voor GOŠK Dubrovnik.

## Nationale elftal
Broketa kwam driemaal uit voor het Joegoslavisch voetbalelftal in de periode 1947-1948. Daarnaast haalde hij met het Olympische voetbalelftal de zilveren medaille tijdens de Olympische zomerspelen van 1948 in Londen.

## Trivia
In Dubrovnik is er een voetbalschool naar hem vernoemd. Hij overleed in 1985.